# Stadion Manas
Das Stadion Manas ist ein Fußballstadion in der kirgisischen Stadt Karabalta. Es ist die Heimspielstätte des Fußballvereins FK Kara-Balta aus der nationalen Top Liga. Die Anlage hat ein Fassungsvermögen von 4500 Personen. In dem Stadion ist keine Flutlichtanlage installiert.